# Klemens Leszczyński
Klemens Leszczyński herbu Abdank (ur. 25 lipca 1758 na Podlasiu, zm. po 1822) – marszałek szlachecki powiatu winnickiego w 1822 roku; wcześniej protegowany Potockich w Krystynopolu i rządca ich dóbr w Tulczynie, podpułkownik targowickiej formacji Pułk Lekkiej Jazdy Humańskiej; mąż Józafaty z Jukowskich. Jego synem był Jan Tomasz Leszczyński (1812–1895), znany jako ojciec Prokop – kapucyn, kaznodzieja, hagiograf, tłumacz literatury duchowościowej, propagator nabożeństwa majowego, działacz społeczno-religijny. Sporo szczegółów o Klemensie Leszczyńskim przekazują Pamiętniki Jana Duklana Ochockiego oraz Antoniego J. Rollego Zameczki Podolskie, Dwór Tulczyński, Losy pięknej kobiety.